# کودومبیمالای
کودومبیمالای (به لاتین: Kudumbimalai) یک منطقهٔ مسکونی در سری‌لانکا است که در ناحیه باتیکالوا واقع شده‌است.